# Elaeocarpus floridanus
Elaeocarpus floridanus är en tvåhjärtbladig växtart som beskrevs av William Botting Hemsley. Elaeocarpus floridanus ingår i släktet Elaeocarpus och familjen Elaeocarpaceae. Inga underarter finns listade i Catalogue of Life.